# Jean Kovalevsky
Pour les articles homonymes, voir Kovalevsky.
Pour son cousin théologien, voir Eugraph Kovalevsky.
Jean Kovalevsky, né le 18 mai 1929 et mort le 17 août 2018, est un astronome français.

## Biographie
Ancien élève de l'École normale supérieure (promotion 1951), agrégé de mathématiques (1954), astronome émérite à l'observatoire de la Côte d'Azur et membre fondateur de l'Académie des technologies.
Kovalevsky a été président de la Société astronomique de France (SAF) de 1970 à 1973.
Il fut le premier directeur du CERGA, qu'il dirigea de 1974 à 1982.
En 1999, il reçoit la première médaille du directeur scientifique de l'Agence spatiale européenne (ESA), avec Catherine Turon, Lennart Lindegren et Erik Høg, pour leurs travaux sur Hipparcos.